# Cuscuta
La cuscuta o cabells d'àngel (Cuscuta) és un gènere de plantes paràsites o hemiparàsites.

## Descripció
Dintre de la família de les Convolvulàcies, el gènere "Cuscuta" inclou unes 160 espècies en tot el món (unes quatre presents als Països Catalans). L'espècie "Cuscuta epithymum" parasita una gran diversitat d'hostes, com ara la farigola i altres plantes silvestres, i rep els noms de pèl de farigola i cabellets. L'espècie "Cuscuta campestris" parasita l'alfals i altres lleguminoses farratgeres. Es tracta de vegetals anuals paràsits, filiformes i volubles, amb tiges de color taronja de 20 a 100 cm, glomèruls florals esfèrics, flors pentàmeres groguenques de 3 × 2 mm i fruits en càpsula. Floreixen de juliol a setembre.

## Danys

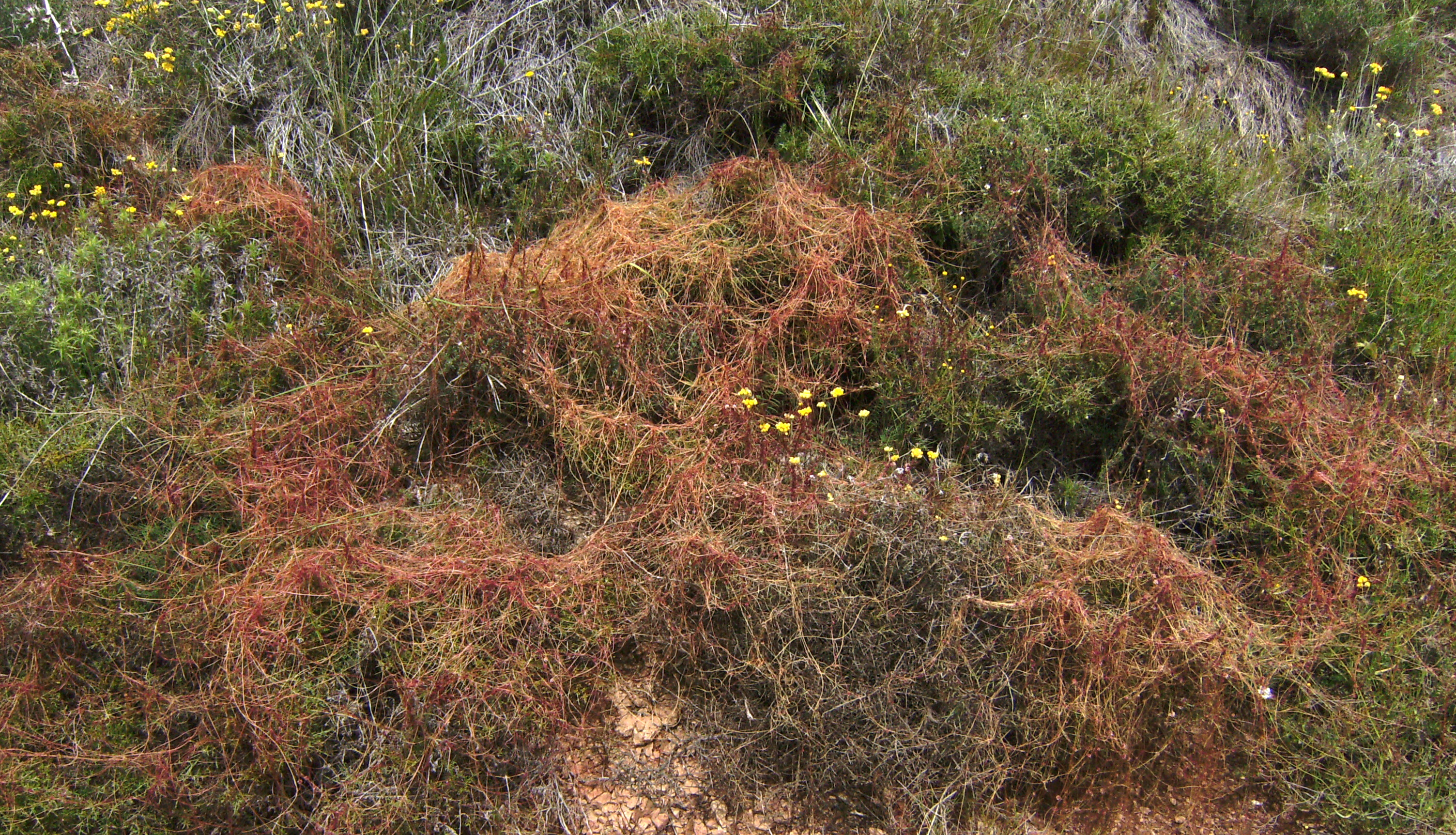
Cúscutes parasitant un gran grup d'argelagues que són plantes lleguminoses com l'alfals

És potser l'herba no desitjada que produeix danys més greus. Es pot estendre per tot un camp d'alfals i mata, xuclant els seus fluids, totes les plantes on creix.

## Control
Tradicionalment el millor remei és sembrar llavor d'alfals prèviament descuscutada. La germinació de les llavors de la cuscuta requereix la presència de llum, pel que l'herba abundosa o que les llavors siguin enterrades en disminueix la germinació. Hi ha diversos herbicides capaços de controlar la seva presència en camps d'alfals com el glifosat i la propizamida.

## Distribució
Algunes espècies de cuscuta són autòctones, altres en canvi són originàries d'Amèrica del Nord i Introduïdes a principis del segle xx a Europa i distribuïdes actualment per tot Europa.
Als Països Catalans es troba d'una forma dispersa per tots els territoris des del nivell del mar fins als 800 metres d'altitud. Malgrat les mesures de precaució està en expansió des de 1970 aproximadament.